# Guida di Sorrento
Guida (fl. XI secolo) è stata una nobile longobarda, figlia del duca Guido di Sorrento.
Per volere dello zio Guaimario IV di Salerno fu data in sposa al primo conte di Puglia della famiglia normanna degli Altavilla, Guglielmo Braccio di Ferro.